# Silvia Luca
Silvia Luca (n. 26 ianuarie 1968, Orhei, RSS Moldovenească, URSS) este o actriță moldoveancă.

## Biografie
Având inițial intenția de a urma o carieră în balet, Silvia a studiat la Institutul de Cinematografie din Moscova la profesorii Evghenii Matveev, Anatolii Romașin între anii 1985–1989.
Din anul 1989 joacă la Teatrul Național M. Eminescu, pe scena căruia a realizat, printre altele, rolurile: Amaranta în Un veac de singurătate, Mona în Steaua fară nume ș.a. Se distinge printr-un joc plin de naturalețe, eleganță și emotivitate; este numită „o adevarată stea a trupei”. A mai jucat la „Luceafărul”, „Teatrul de buzunar” și a colaborat cu Teatrul „Anton Cehov”.
În 1992, Silvia Luca a fost laureată a Festivalului Teatral Gh. Asachi din Chișinău pentru cel mai bun rol feminin al anului. A locuit în România la începutul anilor 2000. În prezent, este membră a Uniunii Teatrale din Moldova. Este căsătorită cu regizorul Sandu Vasilache, cu care are un băiat, Jorj.

## Filmografie
Silvia Luca a jucat în filmele:
- Codrii (1990–1991)
- Strada felinarelor stinse (1991)
- Tangou deasupra prăpastiei⁠(d) (1997)
- Mirajul dragostei⁠(d) (2006)
- Lupii și zeii (2009)
- Tenis cu moldovenii⁠(d) (2012)

## Biografie
- Colesnic, Iurie (2000). Femei din Moldova: Enciclopedie. Museum. p. 175. ISBN 9975905420.